# Johannes Cassianus
Johannes Cassianus, född 360 i nuvarande Dobrudzja i Rumänien, död 435 i Marseille i Gallien, var en kristen munk och teolog. Han inspirerades av de egyptiska ökenfäderna och verkade för klosterlivet i södra Frankrike.  

## Biografi
Johannes Cassaianus talade både grekiska och latin, fick en kristen fostran och drogs till eremit- och klosterliv. Han bodde först i kloster i Betlehem, men han ville få en djupare förståelse av sin tro och gav sig tillsammans med sin bäste vän Germanus iväg för att söka upp munkar i Egyptens öknar. De stannade där i tio år tills de blev indragna i teologiska tvister gällande Origenes läror vilket ledde till att de fördrevs från Egypten. De begav sig till Konstantinopel där Cassianus blev vigd till diakon av biskop Johannes Chrysostomos. Han besökte Rom som sändebud för sin biskop men avslutade sitt jordiska liv 435 i Marseille där han betraktades som en expert på monastiskt liv, grundade två kloster och skrev verk om klosterlivet som blev flitigt lästa i klostren. 
Johannes Cassianus var väl känd av klostergrundarna och ordensreformatörerna Benediktus, Dominicus, Thomas av Aquino, Thomas a Kempis, Ignatius av Loyola, Teresa av Ávila och Johannes av Korset. Han beskriver i sina texter en optimistisk människosyn där alla människor får och har en möjlighet att svara på Guds önskan att vilja rädda alla människor genom att öva upp sina andliga krafter för att kunna strida den ständiga andliga kampen. Det "rena hjärtat" är ett delmål i den kristnes liv och som utgör den kompass som kan användas för att orientera sig i livet vars slutmål är att få frid med Gud och så möta sin skapares ansikte. Den som siktar på det rena hjärtat når målet. Detta är Cassianus förståelse utifrån saligprisningarna i Jesu bergspredikan och för den som söker det rena hjärtat gäller Jesu saligprisningar nu och med ett löfte i evigheten: Himmelriket tar sin början här på jorden. För att nå fram till ett rent hjärta måste människan kämpa med sina dåliga vanor. Enligt Cassianus måste man börja med kroppens dåliga vanor, innan man kan gå vidare med själens dåliga vanor. Man kan inte hoppa över något steg utan att misslyckas. Kampen följer en logik. 
Cassianus är inte kanoniserad men vördas som helgon lokalt.
Han uppträdde så småningom i opposition mot Augustinus lära om nåden, arvsynden och den fria viljan och blev den förste talesmannen för den åsikt, vilken sedermera fick namnet semipelagianism, det vill säga att tron inte bara är en nådegåva utan att människan själv kan ta första steget mot frälsning. 
Bland hans arbeten kan nämnas De institutis coenobiorum och Collationes patrum secticorum, vilka han skrev på uppdrag av Castor av Apt och i vilka han tecknar ned ökenfädernas visdom. Hans texter finns utgivna i urval på svenska under titlarna Det rena hjärtat, Det vidgade hjärtat och Hjärtats ro. 

### Webbkällor
- ”John Cassian”. Catholic Encyclopedia. New Advent. http://www.newadvent.org/cathen/03404a.htm. Läst 14 maj 2019.
- ”San Giovanni Cassiano, sacerdote”. Santi e Beati. http://www.santiebeati.it/dettaglio/91667. Läst 14 maj 2019.
- Cassianus, Johannes i Nordisk familjebok (andra upplagan, 1905)